# Romanes Beach
Der Romanes Beach ist ein Strand an der Westküste der antarktischen Ross-Insel. Er liegt unmittelbar südlich des Harrison Bluff am Nordufer der Wohlschlag Bay.
Teilnehmer einer von 1958 bis 1959 durchgeführten Kampagne der New Zealand Geological Survey Antarctic Expedition, die dort mit dem Frachter USS Arneb angelandet waren, kartierten ihn. Das New Zealand Antarctic Place-Names Committee benannte den Strand nach dem neuseeländischen Bergsteiger Walter Romanes (1931–1988), einem Teilnehmer der Expedition.